# Похороны принцессы Дианы
Прощание с принцессой Дианой, погибшей в автокатастрофе в Париже 31 августа 1997 года, прошло 6 сентября 1997 года в Вестминстерском аббатстве в Лондоне. Тело принцессы проводили в последний путь примерно 3 миллиона человек, ещё 2,5 миллиарда человек смотрели телевизионную трансляцию церемонии. Диану похоронили на озёрном острове в Элторпе (Нортгемптоншир). На прощальной церемонии Элтон Джон спел песню «Свеча на ветру».

## Прощание с телом
Гроб с телом Дианы, накрытый королевским штандартом с горностаевой каймой, 31 августа 1997 года был доставлен в Лондон из парижской больницы Сальпетриер через авиабазу Велизи — Виллакубле в Париже; его сопровождали бывший муж погибшей Чарльз, принц Уэльский, и две сестры Дианы. Гроб сначала привезли в частный морг, а потом поставили в Королевской часовне Сент-Джеймсского дворца. Перед дворцом выстроилась огромная очередь из людей, хотевших оставить запись в книге соболезнований и цветы. Известно, что у Кенсингтонского дворца, считавшегося домом Дианы, был оставлен миллион букетов, а желающих принести цветы в поместье принцессы в Элторпе было так много, что власти обратились с официальной просьбой не приносить их больше, так как загруженность дорог создавала угрозу для общественной безопасности.
Погребение было решено организовать в соответствии с планом под кодовым названием «Операция Тэй-Бридж», разработанным для похорон королевы-матери и прошедшим через 22 года репетиций. Это событие не получило статус государственных похорон: речь шла о королевских церемониальных похоронах, предполагавших королевскую пышность и англиканскую похоронную литургию. Восемь валлийских гвардейцев сопровождали гроб, накрытый королевским штандартом с горностаевой каймой, в течение часа сорока семи минут езды по лондонским улицам. На крышке гроба лежали три венка из белых цветов от брата умершей, графа Спенсера, и её сыновей, принца Уильяма и принца Гарри. На гробу лежало также письмо от принца Гарри, адресованное «маме» (Mummy). У Сент-Джеймсского дворца герцог Эдинбургский, принц Уэльский, сыновья и брат Дианы присоединились к процессии и пешком пошли за гробом. 500 представителей благотворительных организаций, с которыми была связана принцесса, тоже присоединились к похоронному кортежу. Позже стало известно, что правительство и королевская семья опасались за безопасность принца Чарльза, на которого могла напасть толпа, и поэтому было решено, что его будут сопровождать сыновья. Уильям впоследствии описал этот опыт как «одну из самых трудных вещей, которые он когда-либо делал».
Кортеж проехал мимо Букингемского дворца, где его ждали остальные члены королевской семьи. Королева Елизавета II склонила голову, когда он проезжал мимо. Более миллиона человек выстроились на улицах Лондона, и на кортеж постоянно падали цветы.
Церемония в Вестминстерском аббатстве началась в 11:00 и продолжалась 1 час 10 минут. Королевская семья возложила венки к гробу Дианы в присутствии всех живших на тот момент бывших премьер-министров Великобритании — Джона Мейджора, Маргарет Тэтчер, Джеймса Каллагана и Эдварда Хита, а также внука Уинстона Черчилля, носившего то же имя. В числе иностранных гостей были сэр Клифф Ричард, первая леди США Хиллари Клинтон, бывший госсекретарь Генри Киссинджер, Уильям Дж. Кроу, премьер-министр Франции Лионель Жоспен, первая леди Франции Бернадетт Ширак, королева Иордании Нур, Том Хэнкс, Стивен Спилберг, Элтон Джон, Джордж Майкл, Крис де Бург, Майкл Бэрримор, Мэрайя Кэри, Ричард Брэнсон, Лучано Паваротти, Том Круз, Николь Кидман, Ричард Аттенборо, а также Имран Хан и его тогдашняя жена Джемайма Хан. Действующий премьер-министр Тони Блэр прочитал отрывок из Первого послания к Коринфянам, глава 13: «А теперь пребывают сии три: вера, надежда, любовь; но любовь из них больше». Среди других приглашённых были король Испании, принцесса Нидерландов, наследный принц и наследная принцесса Японии, свергнутый король Греции Константин II, президент Южной Африки Нельсон Мандела.
Перед собравшимися выступили архиепископ Кентерберийский Джордж Кэри и настоятель Вестминстерского монастыря Уэсли Карр. Англиканская служба началась с традиционного «Боже, храни королеву». На протяжении церемонии звучали произведения Иоганна Себастьяна Баха, Антонина Дворжака, Камиля Сен-Санса, Густава Холста и других композиторов. Элтон Джон исполнил песню Candle in the Wind, брат умершей Чарльз произнес речь, в которой осудил королевскую семью и прессу за их отношение к Диане.

## Погребение
Похороны состоялись в тот же день. Это была частная церемония, на которой присутствовали бывший муж Дианы, сыновья, мать, братья и сестры, один близкий друг и священник. Тело Дианы было облачено в черное шерстяное коктейльное платье с длинными рукавами от Кэтрин Уокер и чёрные туфли. В её руки вложили чётки (подарок матери Терезы) и фотографию сыновей, найденную в её сумочке. Могила находится на озёрном острове на территории парка Олторп, фамильного владения Спенсеров. Перед погребением землю освятил епископ Питерборо. Изначально планировалось похоронить Диану в семейном склепе Спенсеров в церкви Грейт-Брингтона, но лорд Спенсер предпочёл более уединённое место.
При похоронах присутствовал 2-й батальон Королевского полка принцессы Уэльской (Диана была шефом этого полка в 1992—1996 годах).